# سیسیتن (داکوتای جنوبی)
سیسیتن(به انگلیسی: Sisseton) شهری در ایالت داکوتای جنوبی کشور ایالات متحده آمریکا است که جمعیت آن در سرشماری سال ۲۰۱۰ میلادی، ۲٬۴۷۰ نفر بوده‌است.